# Alberto Barbieri
Alberto Edgardo Barbieri (18 de marzo de 1955) es un Contador Público argentino, doctor en Administración, docente universitario y Magíster en Dirección y Administración de Empresas. Se desempeñó como rector de la Universidad de Buenos Aires desde 2014 hasta 2022. Previamente había sido vicerrector de la misma universidad y decano de la Facultad de Ciencias Económicas por dos períodos. Actualmente es Director del Instituto de Investigaciones en Gestión, Desarrollo y Control de Organizaciones (IGEDECO UBA), Director de la Maestría y Especialización en Gestión de la Innovación y Director de la Maestría en Administración Pública de la Facultad de Ciencias Económicas de la UBA.

## Biografía
Alberto Barbieri fue primera generación de universitarios en una familia trabajadora. Se recibió de contador público en la Universidad de Buenos Aires (UBA), donde más tarde se desempeñó como docente. Fue decano en la Facultad de Ciencias Económicas (2006-2014),  vicerrector de la UBA (2010-2014) y rector de la Universidad durante dos períodos consecutivos (2014-2022).Cumplió su segundo mandato y actualmente es Director del Instituto de Investigaciones en Gestión, Desarrollo y Control de Organizaciones (IGEDECO UBA), Director de la Maestría y Especialización en Gestión de la Innovación y Director de la Maestría en Administración Pública de la Facultad de Ciencias Económicas de la UBA.
Fue presidente de UBATEC (2006-2009), la Empresa de Transferencia de Tecnología de la Universidad de Buenos Aires, el Gobierno de la Ciudad Autónoma de Buenos Aires, la Unión Industrial de la República Argentina (U.I.A.) y la Confederación General Económica de la Argentina (C.G.E.). También se desempeñó como consultor de Organismos Multilaterales de Créditos (B.I.R.F. y B.I.D.) en distintos países de América. 
Barbieri posee el título de doctor en Administración y Contador Público, destacado en Dirección y Administración de Empresas de la Escuela Europea de Negocios, en Madrid, España, tiene un profesorado en la asignatura Administración de la Salud. Anteriormente profesor de la Universidad Católica Argentina y de la Universidad Nacional de Lomas de Zamora; también director de la Escuela de Gestión Pública de la UBA, y conductor de la Maestría en Administración Pública de Ciencias Económicas de la Universidad de Buenos Aires.
Es académico de la European Academy of Management and Business Economics, miembro de la Association of University Programs in Health Administration, de Estados Unidos, y especialista en Sistemas de Administración de Organizaciones y en Administración de la Salud, "campos en los que ha centrado su actuación como profesional e investigador, tanto a nivel nacional como internacional". Dirigió distintos proyectos de investigación, siendo asimilado a la categoría de Investigador Principal del CONICET, según consignó la agencia DyN.
Actualmente es vicepresidente de Asociación Latinoamericana de Facultades y Escuelas de Contaduría y Administración, del Conosur. Preside también anualmente el Congreso de Economía y Gestión, ECON 2007, 2008, 2009 y 2010 de la Facultad.
Es autor de los libros “La gestión como clave en la integración iberoamericana”, publicado por Eudeba en 2008, y “Gestión de la salud en la longevidad”, publicado por Editorial Pearson, en 2010. Ha publicado numerosos artículos de su especialidad en diarios y revistas de actualidad, y además, es profesor invitado por numerosas Universidades como La Sorbona de París, La Sapienza de Roma, Northwestern University de Chicago, Grenoble de Francia, Rey Juan Carlos de España, Alcalá de Henares de España y la Nacional Autónoma de México, entre otras.

## Reconocimientos
Recibió Doctorados honoris causa de la Universidad Federal del Sur, Rusia, de la Universidad de Asunción del Paraguay, de la Universidad de Guayaquil, Ecuador.
Fue declarado profesor honorario de la Universidad Interamericana de Honduras y miembro honorario de la Universidad Hebrea de Jerusalén. 
En 2016 fue declarado Ciudadano Ilustre de la Ciudad Autónoma de Buenos Aires por la Legislatura de la Ciudad Autónoma de Buenos Aires.
Ha recibido la Mención de Honor senador Domingo Faustino Sarmiento del Senado de la Nación Argentina en 2018 por su labor como rector.
En 2021 fue distinguido como "Personalidad destacada de la Universidad de Buenos Aires" durante los festejos por el Bicentenario de dicha universidad, recibiendo también una medalla personalizada, una moneda acuñada por la Casa de la Moneda y un sello postal del Correo Argentino (especialmente elaborados para la ocasión).